# Белойт (містечко, Вісконсин)
Белойт (англ. Beloit) — місто (англ. town) в США, в окрузі Рок штату Вісконсин. Населення — 7721 особа (2020).

## Демографія
Згідно з переписом 2010 року, у місті мешкали 7662 особи в 3119 домогосподарствах у складі 2216 родин. Було 3307 помешкань
Расовий склад населення:
| - 87,3 % — білих - 5,6 % — чорних або афроамериканців - 1,0 % — азіатів - 0,3 % — корінних американців - 3,5 % — осіб інших рас |

До двох чи більше рас належало 2,4 %. Частка іспаномовних становила 6,7 % від усіх жителів.
За віковим діапазоном населення розподілялося таким чином: 21,7 % — особи молодші 18 років, 59,4 % — особи у віці 18—64 років, 18,9 % — особи у віці 65 років та старші. Медіана віку мешканця становила 45,7 року. На 100 осіб жіночої статі у місті припадало 96,5 чоловіків;  на 100 жінок у віці від 18 років та старших — 95,4 чоловіків також старших 18 років.
Середній дохід на одне домашнє господарство  становив 65 398 доларів США (медіана — 53 167), а середній дохід на одну сім'ю — 73 221 долар (медіана — 58 084). Медіана доходів становила 49 973 долари для чоловіків та 37 229 доларів для жінок. За межею бідності перебувало 18,0 % осіб, у тому числі 35,7 % дітей у віці до 18 років та 4,9 % осіб у віці 65 років та старших.
Цивільне працевлаштоване населення становило 3530 осіб. Основні галузі зайнятості: виробництво — 28,2 %, освіта, охорона здоров'я та соціальна допомога — 22,0 %, роздрібна торгівля — 13,7 %, мистецтво, розваги та відпочинок — 7,6 %.